# 芸能人女子ソフトボール大会
『芸能人女子ソフトボール大会』（げいのうじんじょしソフトボールたいかい）は、1973年6月25日にフジテレビ系列で放送された特別番組（スポーツバラエティ番組）である。

## 概要
女性歌手を一挙に集め、野村真樹監督の「レディース・ジャイアンツ」と、野口五郎率いる「レディース・タイガース」が対決する。同局で放送されていた『オールスター夢の球宴』の姉妹版として放送されたが、この1回で終わった。

## 放送時間
- 月曜20:00 - 20:56（JST）
  - この枠は、月曜20時枠ドラマ『陽はまた昇る』が1973年6月11日に終了後、同年7月9日開始『トリプル捜査線』までのつなぎ番組の一環として放送した。なお同枠には『月曜スポーツスペシャル』[2]という枠名称が付いていたが、翌1974年4月1日に東京12チャンネル（現：テレビ東京）の月曜20時枠で放送された『月曜スポーツスペシャル』とは関係ない。

## 出演者

### アナウンサー
中継アナ
- 小林大輔（当時：フジテレビアナウンサー）

会場アナ
- 永川苓子（当時：フジテレビアナウンサー）[2]

### レディース・ジャイアンツ
監督
- 野村真樹（現：将希）

選手
- 真理アンヌ、千葉マリヤ、野路由紀子、岩渕リリ、池田桃子、三橋ひろ子、西来路ひろみ、志吹麻湖、春日はるみ、千賀かおる、ブラバージェス

応援団
- 林家こん平（団長）、青い三角定規、セルスターズ[2]

### レディース・タイガース
監督
- 野口五郎

選手
- 豊原ミツ子、安倍律子、麻丘めぐみ、瞳エミ、八代亜紀、牧場ユミ、森田由美恵、恵美、牧村三枝子、夏木マリ、水沢夕子、速水栄子、橘モナ、奈良富士子

応援団
- ストレートコンビ（団長）、リッキーと960ポンド[2]

### その他
主審
- 三田明

解説
- 山東昭子、五代目三遊亭圓楽[2]

## 収録場所
- 当番組は『夢の球宴』の様な野球場ではなく、豊島園（としまえん）で行われた。